# 6 Heures du circuit des Amériques 2016
Navigation
Édition précédente Édition suivante
Les 6 Heures du circuit des Amériques 2016 se déroulent dans le cadre du championnat du monde d'endurance FIA 2016, du 15 au 17 septembre 2016 sur le circuit des Amériques à Austin, Texas. Elles sont remportées par la Porsche 919 Hybrid du Porsche Team, pilotée par Timo Bernhard, Brendon Hartley et Mark Webber, qui partait en troisième position.

## Circuit

Le circuit des Amériques, cadre des 6 Heures du circuit des Amériques 2016.

Les 6 Heures du circuit des Amériques 2016 se déroulent sur le circuit des Amériques surnommé « circuit d'Austin » et situé dans le Texas. Il est composé de deux lignes droites, la plus longue du circuit se situant entre les virages no 11 et no 12. Elles sont séparées d'une part par un enchaînement de courbes rapides et d'autres part par quelques chicanes plus lente. Ce tracé est également marqué par un dénivelé important notamment au premier virage, et par le fait que certains de ces virages sont similaires à d'autres tracés.
Le circuit est connu pour accueillir la Formule 1 lors du Grand Prix automobile des États-Unis et la MotoGP lors du Grand Prix moto des Amériques.

## Qualifications
Voici le classement officiel au terme des qualifications. Les premiers de chaque catégorie sont signalés en gras.
| Pos | Classe    | Équipe                           | Temps moyen    | Grille |
| --- | --------- | -------------------------------- | -------------- | ------ |
| 1   | LMP1      | No. 7 Audi Sport Team Joest      | 1 min 45 s 750 | 1      |
| 2   | LMP1      | No. 8 Audi Sport Team Joest      | 1 min 45 s 983 | 2      |
| 3   | LMP1      | No. 1 Porsche Team               | 1 min 46 s 560 | 3      |
| 4   | LMP1      | No. 6 Toyota Gazoo Racing        | 1 min 47 s 218 | 4      |
| 5   | LMP1      | No. 2 Porsche Team               | 1 min 47 s 331 | 5      |
| 6   | LMP1      | No. 5 Toyota Gazoo Racing        | 1 min 48 s 584 | 6      |
| 7   | LMP1      | No. 13 Rebellion Racing          | 1 min 53 s 646 | 7      |
| 8   | LMP1      | No. 4 ByKolles Racing            | 1 min 54 s 577 | 8      |
| 9   | LMP2      | No. 36 Signatech Alpine          | 1 min 55 s 892 | 9      |
| 10  | LMP2      | No. 44 Manor                     | 1 min 56 s 873 | 10     |
| 11  | LMP2      | No. 43 RGR Sport by Morand       | 1 min 57 s 367 | 11     |
| 12  | LMP2      | No. 42 Strakka Racing            | 1 min 57 s 536 | 12     |
| 13  | LMP2      | No. 35 Baxi DC Racing Alpine     | 1 min 58 s 060 | 13     |
| 14  | LMP2      | No. 37 SMP Racing                | 1 min 58 s 379 | 14     |
| 15  | LMP2      | No. 31 Extreme Speed Motorsports | 1 min 58 s 394 | 15     |
| 16  | LMP2      | No. 27 SMP Racing                | 1 min 58 s 769 | 16     |
| 17  | LMP2      | No. 30 Extreme Speed Motorsports | 2 min 00 s 631 | 17     |
| 18  | LMGTE-Pro | No. 95 Aston Martin Racing       | 2 min 04 s 610 | 18     |
| 19  | LMGTE-Pro | No. 71 AF Corse                  | 2 min 04 s 652 | 19     |
| 20  | LMGTE-Pro | No. 66 Ford Chip Ganassi Team UK | 2 min 04 s 804 | 20     |
| 21  | LMGTE-Pro | No. 51 AF Corse                  | 2 min 04 s 821 | 21     |
| 22  | LMGTE-Pro | No. 97 Aston Martin Racing       | 2 min 04 s 889 | 22     |
| 23  | LMGTE-Pro | No. 67 Ford Chip Ganassi Team UK | 2 min 05 s 057 | 23     |
| 24  | LMGTE-Pro | No. 77 Dempsey-Proton Racing     | 2 min 06 s 060 | 24     |
| 25  | LMGTE-Am  | No. 98 Aston Martin Racing       | 2 min 07 s 683 | 25     |
| 26  | LMGTE-Am  | No. 88 Abu Dhabi-Proton Racing   | 2 min 08 s 295 | 26     |
| 27  | LMGTE-Am  | No. 78 KCMG                      | 2 min 08 s 816 | 27     |
| 28  | LMGTE-Am  | No. 86 Gulf Racing               | 2 min 09 s 119 | 28     |
| 29  | LMGTE-Am  | No. 83 AF Corse                  | 2 min 09 s 187 | 29     |
| 30  | LMGTE-Am  | No. 50 Larbre Compétition        | 2 min 09 s 190 | 30     |
| 31  | LMP2      | No. 26 G-Drive Racing            | 1 min 57 s 860 | 31     |

## Course
Au départ, donné quelques heures seulement avant le coucher du soleil, les deux Audi prennent rapidement l'avantage.
Durant plus de deux heures, les Audi ont pu augmenter l'écart avec les poursuivants qui s'est élevé à plus de 45 secondes.
Vient ensuite la troisième heure, où deux neutralisations Full Course Yellow ont lieu, la première étant établie en raison d'un incident technique sur une SMP LMP2, la deuxième à cause de l'arrêt dans le bac à gravier de la Porsche no 88. Les stratégies de tous les équipages ont été impactées. Peu après, l'Audi no 8 de tête a subi un incident électrique l'obligeant à quitter la première place au profit de l'autre prototype du constructeur.
À la fin de quatrième heure, un incident entre la Ford GT no 66 et l'Alpine no 35 provoque une nouvelle neutralisation. Or, l'Audi de tête vient d'observer un arrêt aux stands, ce qui n'est pas encore le cas pour Porsche et Toyota. La Porsche 919 Hybrid no 1 a ainsi repris la tête de la course.
À moins d'une heure de la fin de la course, les trois constructeurs LMP1 occupent les trois premières places, avec tout d'abord Porsche, puis Audi et enfin Toyota.
Au bout de 6 heures de course et en nocturne, Porsche s'impose avec la no 1.
Dans la catégorie LMP2, la course a été remportée par le trio Lapierre-Richelmi-Menezes.
En LM GTE, Aston Martin a dominé les deux catégories.

## Résultats
Voici le classement officiel au terme de la course.
- Les vainqueurs de chaque catégorie sont signalés par un fond jaune.
- Pour la colonne « Pneus », il faut passer le curseur au-dessus du modèle pour connaître le manufacturier de pneumatiques.

| Position | Catégorie | n° | Équipe                    | Pilotes                                                | Châssis                        | Pneus | Tours |
| Position | Catégorie | n° | Équipe                    | Pilotes                                                | Moteur                         | Pneus | Tours |
| -------- | --------- | -- | ------------------------- | ------------------------------------------------------ | ------------------------------ | ----- | ----- |
| 1        | LMP1      | 1  | Porsche Team              | Timo Bernhard Brendon Hartley Mark Webber              | Porsche 919 Hybrid             | M     | 186   |
| 1        | LMP1      | 1  | Porsche Team              | Timo Bernhard Brendon Hartley Mark Webber              | Porsche 2.0 L Turbo V4         | M     | 186   |
| 2        | LMP1      | 8  | Audi Sport Team Joest     | Loïc Duval Lucas di Grassi Oliver Jarvis               | Audi R18                       | M     | 186   |
| 2        | LMP1      | 8  | Audi Sport Team Joest     | Loïc Duval Lucas di Grassi Oliver Jarvis               | Audi TDI 4.0 L Turbo Diesel V6 | M     | 186   |
| 3        | LMP1      | 6  | Toyota Gazoo Racing       | Stéphane Sarrazin Mike Conway Kamui Kobayashi          | Toyota TS050 Hybrid            | M     | 186   |
| 3        | LMP1      | 6  | Toyota Gazoo Racing       | Stéphane Sarrazin Mike Conway Kamui Kobayashi          | Toyota 2.4 L Turbo V6          | M     | 186   |
| 4        | LMP1      | 2  | Porsche Team              | Marc Lieb Romain Dumas Neel Jani                       | Porsche 919 Hybrid             | M     | 185   |
| 4        | LMP1      | 2  | Porsche Team              | Marc Lieb Romain Dumas Neel Jani                       | Porsche 2.0 L Turbo V4         | M     | 185   |
| 5        | LMP1      | 5  | Toyota Gazoo Racing       | Sébastien Buemi Kazuki Nakajima Anthony Davidson       | Toyota TS050 Hybrid            | M     | 184   |
| 5        | LMP1      | 5  | Toyota Gazoo Racing       | Sébastien Buemi Kazuki Nakajima Anthony Davidson       | Toyota 2.4 L Turbo V6          | M     | 184   |
| 6        | LMP1      | 7  | Audi Sport Team Joest     | André Lotterer Marcel Fässler Benoît Tréluyer          | Audi R18                       | M     | 180   |
| 6        | LMP1      | 7  | Audi Sport Team Joest     | André Lotterer Marcel Fässler Benoît Tréluyer          | Audi TDI 4.0 L Turbo Diesel V6 | M     | 180   |
| 7        | LMP1      | 13 | Rebellion Racing          | Dominik Kraihamer Alexandre Imperatori Mathéo Tuscher  | Rebellion R-One                | D     | 174   |
| 7        | LMP1      | 13 | Rebellion Racing          | Dominik Kraihamer Alexandre Imperatori Mathéo Tuscher  | AER P60 2.4 L Turbo V6         | D     | 174   |
| 8        | LMP2      | 36 | Signatech Alpine          | Nicolas Lapierre Gustavo Menezes Stéphane Richelmi     | Alpine A460                    | D     | 172   |
| 8        | LMP2      | 36 | Signatech Alpine          | Nicolas Lapierre Gustavo Menezes Stéphane Richelmi     | Nissan VK45DE 4.5 L V8         | D     | 172   |
| 9        | LMP2      | 43 | RGR Sport by Morand       | Ricardo González Filipe Albuquerque Bruno Senna        | Ligier JS P2                   | D     | 171   |
| 9        | LMP2      | 43 | RGR Sport by Morand       | Ricardo González Filipe Albuquerque Bruno Senna        | Nissan VK45DE 4.5 L V8         | D     | 171   |
| 10       | LMP2      | 26 | G-Drive Racing            | Roman Rusinov Alex Brundle René Rast                   | Oreca 05                       | D     | 171   |
| 10       | LMP2      | 26 | G-Drive Racing            | Roman Rusinov Alex Brundle René Rast                   | Nissan VK45DE 4.5 L V8         | D     | 171   |
| 11       | LMP1      | 4  | ByKolles Racing Team      | Simon Trummer Oliver Webb                              | CLM P1/01                      | D     | 170   |
| 11       | LMP1      | 4  | ByKolles Racing Team      | Simon Trummer Oliver Webb                              | AER P60 2.4 L Turbo V6         | D     | 170   |
| 12       | LMP2      | 27 | SMP Racing                | Nicolas Minassian Maurizio Mediani                     | BR Engineering BR01            | D     | 168   |
| 12       | LMP2      | 27 | SMP Racing                | Nicolas Minassian Maurizio Mediani                     | Nissan VK45DE 4.5 L V8         | D     | 168   |
| 13       | LMP2      | 31 | Extreme Speed Motorsports | Ryan Dalziel Chris Cumming Pipo Derani                 | Ligier JS P2                   | M     | 168   |
| 13       | LMP2      | 31 | Extreme Speed Motorsports | Ryan Dalziel Chris Cumming Pipo Derani                 | Nissan VK45DE 4.5 L V8         | M     | 168   |
| 14       | LMP2      | 37 | SMP Racing                | Vitaly Petrov Viktor Shaytar Kirill Ladygin            | BR Engineering BR01            | D     | 167   |
| 14       | LMP2      | 37 | SMP Racing                | Vitaly Petrov Viktor Shaytar Kirill Ladygin            | Nissan VK45DE 4.5 L V8         | D     | 167   |
| 15       | LMP2      | 30 | Extreme Speed Motorsports | Scott Sharp Ed Brown Johannes van Overbeek             | Ligier JS P2                   | M     | 166   |
| 15       | LMP2      | 30 | Extreme Speed Motorsports | Scott Sharp Ed Brown Johannes van Overbeek             | Nissan VK45DE 4.5 L V8         | M     | 166   |
| 16       | LMGTE Pro | 95 | Aston Martin Racing       | Nicki Thiim Marco Sørensen                             | Aston Martin V8 Vantage GTE    | D     | 163   |
| 16       | LMGTE Pro | 95 | Aston Martin Racing       | Nicki Thiim Marco Sørensen                             | Aston Martin 4.5 L V8          | D     | 163   |
| 17       | LMGTE Pro | 51 | AF Corse                  | Gianmaria Bruni James Calado                           | Ferrari 488 GTE                | M     | 163   |
| 17       | LMGTE Pro | 51 | AF Corse                  | Gianmaria Bruni James Calado                           | Ferrari F154CB 3.9 L Turbo V8  | M     | 163   |
| 18       | LMGTE Pro | 71 | AF Corse                  | Davide Rigon Sam Bird                                  | Ferrari 488 GTE                | M     | 162   |
| 18       | LMGTE Pro | 71 | AF Corse                  | Davide Rigon Sam Bird                                  | Ferrari F154CB 3.9 L Turbo V8  | M     | 162   |
| 19       | LMGTE Pro | 67 | Ford Chip Ganassi Team UK | Andy Priaulx Marino Franchitti Harry Tincknell         | Ford GT                        | M     | 162   |
| 19       | LMGTE Pro | 67 | Ford Chip Ganassi Team UK | Andy Priaulx Marino Franchitti Harry Tincknell         | Ford EcoBoost 3.5 L Turbo V6   | M     | 162   |
| 20       | LMGTE Pro | 97 | Aston Martin Racing       | Darren Turner Fernando Rees                            | Aston Martin V8 Vantage GTE    | D     | 162   |
| 20       | LMGTE Pro | 97 | Aston Martin Racing       | Darren Turner Fernando Rees                            | Aston Martin 4.5 L V8          | D     | 162   |
| 21       | LMGTE Pro | 77 | Dempsey-Proton Racing     | Richard Lietz Michael Christensen                      | Porsche 911 RSR (991)          | M     | 161   |
| 21       | LMGTE Pro | 77 | Dempsey-Proton Racing     | Richard Lietz Michael Christensen                      | Porsche 4.0 L Flat-6           | M     | 161   |
| 22       | LMGTE Am  | 98 | Aston Martin Racing       | Paul Dalla Lana Pedro Lamy Mathias Lauda               | Aston Martin V8 Vantage GTE    | M     | 158   |
| 22       | LMGTE Am  | 98 | Aston Martin Racing       | Paul Dalla Lana Pedro Lamy Mathias Lauda               | Aston Martin 4.5 L V8          | M     | 158   |
| 23       | LMGTE Am  | 78 | KCMG                      | Christian Ried Wolf Henzler Joël Camathias             | Porsche 911 RSR (991)          | M     | 158   |
| 23       | LMGTE Am  | 78 | KCMG                      | Christian Ried Wolf Henzler Joël Camathias             | Porsche 4.0 L Flat-6           | M     | 158   |
| 24       | LMGTE Am  | 50 | Larbre Compétition        | Lars Viljoen Pierre Ragues Ricky Taylor                | Chevrolet Corvette C7.R        | M     | 157   |
| 24       | LMGTE Am  | 50 | Larbre Compétition        | Lars Viljoen Pierre Ragues Ricky Taylor                | Chevrolet LT5.5 5.5 L V8       | M     | 157   |
| 25       | LMGTE Am  | 86 | Gulf Racing               | Michael Wainwright Adam Carroll Ben Barker             | Porsche 911 RSR (991)          | M     | 153   |
| 25       | LMGTE Am  | 86 | Gulf Racing               | Michael Wainwright Adam Carroll Ben Barker             | Porsche 4.0 L Flat-6           | M     | 153   |
| 26       | LMP2      | 35 | Baxi DC Racing Alpine     | David Cheng Ho-Pin Tung Nelson Panciatici              | Alpine A460                    | D     | 153   |
| 26       | LMP2      | 35 | Baxi DC Racing Alpine     | David Cheng Ho-Pin Tung Nelson Panciatici              | Nissan VK45DE 4.5 L V8         | D     | 153   |
| 27       | LMGTE Am  | 88 | Abu Dhabi-Proton Racing   | Khaled Al Qubaisi Kévin Estre David Heinemeier Hansson | Porsche 911 RSR (991)          | M     | 153   |
| 27       | LMGTE Am  | 88 | Abu Dhabi-Proton Racing   | Khaled Al Qubaisi Kévin Estre David Heinemeier Hansson | Porsche 4.0 L Flat-6           | M     | 153   |
| 28       | LMGTE Am  | 83 | AF Corse                  | François Perrodo Emmanuel Collard Rui Águas            | Ferrari 458 Italia GT2         | M     | 147   |
| 28       | LMGTE Am  | 83 | AF Corse                  | François Perrodo Emmanuel Collard Rui Águas            | Ferrari 4.5 L V8               | M     | 147   |
| 29       | LMGTE Pro | 66 | Ford Chip Ganassi Team UK | Olivier Pla Stefan Mücke                               | Ford GT                        | M     | 144   |
| 29       | LMGTE Pro | 66 | Ford Chip Ganassi Team UK | Olivier Pla Stefan Mücke                               | Ford EcoBoost 3.5 L Turbo V6   | M     | 144   |
| Abd      | LMP2      | 44 | Manor                     | Matthew Rao Richard Bradley Roberto Merhi              | Oreca 05                       | D     | 157   |
| Abd      | LMP2      | 44 | Manor                     | Matthew Rao Richard Bradley Roberto Merhi              | Nissan VK45DE 4.5 L V8         | D     | 157   |
| Abd      | LMP2      | 42 | Strakka Racing            | Nick Leventis Jonny Kane Lewis Williamson (en)         | Gibson 015S                    | D     | 58    |
| Abd      | LMP2      | 42 | Strakka Racing            | Nick Leventis Jonny Kane Lewis Williamson (en)         | Nissan VK45DE 4.5 L V8         | D     | 58    |